# Wywiad gospodarczy
Uzasadnienie: Toższame pojęcia
Wywiad gospodarczy – rodzaj wywiadu, mający na celu pozyskiwanie informacji na temat gospodarki przedsiębiorstw i państw.
Wywiad gospodarczy polega na uzyskiwaniu, przetwarzaniu i udostępnianiu informacji dotyczących sytuacji prawnej, kadrowej, handlowej, finansowej i ekonomicznej przedsiębiorstw, na zlecenie innych podmiotów gospodarczych w celu szacowania ryzyka współpracy, zdobywania przewagi konkurencyjnej i unikania strat lub odzyskiwania należności. Termin „wywiad gospodarczy” jest często niesłusznie utożsamiany z pojęciem „szpiegostwo gospodarcze” lub kojarzony z tajnymi działaniami służb państwowych.

## Odmiany wywiadu gospodarczego
Wśród odmian wywiadu gospodarczego wymienia się następujące typy:
- Analiza konkurencyjności – wywiad konkurencyjny, koncentruje się głównie na pozyskiwaniu, analizowaniu i przekazywaniu informacji o konkurencji i wszelkich możliwościach dotyczących jej funkcjonowania na rynku, a zwłaszcza jej produktach i klientach.
  - Market Intelligence (wywiad rynkowy) – pochodny do analizy konkurencyjności wywiad ukierunkowany jednak na badanie rynku i aspektów konkurencyjnych 4P marketingu mix.
- Business Intelligence – ewoluując z systemów wspomagania decyzji z lat 60. XX w, jest obecnie zestawem określonych metod i procesów, które przy pomocy technologii informatycznych przekształcają różnorodne dane ilościowe w użyteczne informacje, wykorzystywane w celu skuteczniejszego podejmowania decyzji strategicznych i operacyjnych. Z Business Intelligence związane są bezpośrednio terminy, tj. data mining, hurtownie danych, benchmarking, dashboards, KPI oraz analityka predyktywna i proskrypcyjna.
- Economic Intelligence – dotyczy procesów zarządzania zdobytymi informacjami ekonomicznymi w makro skali, co oznacza zrozumienie przepływu zasobów finansowych i niefinansowych wewnątrz danych krajów lub globalnych organizacji, polityki reinwestowania i prowadzenia inwestycji zagranicznych oraz zasobów i zdolności produkcyjnych, a także innych kwestii, które mogą wyjaśniać możliwości do produkcji aktywów.
- Due diligence – stanowi zespół kompleksowych i pogłębionych analiz danego podmiotu gospodarczego z dostarczonych uprzednio informacji, pod względem jego sytuacji prawnej i podatkowej, zarządzania strukturą organizacji i kapitałem ludzkim, potencjału technologicznego oraz kondycji handlowej i finansowej w celu identyfikacji ryzyk i możliwości, przed podjęciem negocjacji związanych z transakcją kapitałową np. przed podpisaniem umowy przejęcia przedsiębiorstwa.
- Commercial Intelligence – wywiad handlowy lub komercyjny, jest najstarszą i najbardziej zaawansowaną oraz wszechstronną formą legalnego i oficjalnego zbierania, analizy i udostępniania informacji o podmiotach gospodarczych, ich działalności oraz funkcjonowaniu w otoczeniu, w tym informacji o konkurencji i kondycji handlowej, sytuacji prawnej i powiązaniach, a także innych danych, istotnych dla działalności gospodarczej.

Jak wynika z powyższych definicji, Business Intelligence, Economic Intelligence i Due Diligence, nierzadko tłumaczone jako wywiad gospodarczy (biznesowy lub ekonomiczny), nie są ściśle rozumianym wywiadem gospodarczym, lecz analityką biznesową, ekonomiczną, finansową, prawną, itp. Competitive Intelligence jest natomiast rodzajem wywiadu, w którym najłatwiej można przekroczyć granicę pomiędzy legalnymi i etycznymi działaniami a szpiegostwem gospodarczym. 
Wywiadem gospodarczym zajmują się np. wyspecjalizowane wywiadownie gospodarcze a także biura detektywistyczne czy firmy windykacyjne. 
Wywiad gospodarczy należy odróżnić od szpiegostwa, przez które rozumie się próbę uzyskania dostępu do tajnych informacji przy użyciu prawnie niedozwolonych środków.
Informacje pozyskiwane przez wywiad gospodarczy mogą być również wykorzystywane przez wywiady różnych krajów np. w celach wojskowych.